# Valor bruto de la mercancía
El valor bruto de la mercancía (en inglés, Gross Merchandise Value o GMV) es un término utilizado en el comercio electrónico que se refiere al valor bruto de las ventas totales de productos o servicios en una plataforma en línea. 
Este valor incluye todos los pagos realizados por los clientes, independientemente de si los productos fueron devueltos o cancelados posteriormente. También incluye comisiones y descuentos.
El GMV es una métrica importante para medir la salud financiera de una empresa de comercio electrónico y es uno de los principales indicadores utilizados para evaluar el crecimiento y la rentabilidad de la empresa.

## Descripción
El GMV se calcula multiplicando el precio de venta de cada producto por el número de unidades vendidas. Es importante destacar que el GMV no incluye los costos de envío, impuestos u otros cargos adicionales, ya que estos no forman parte del valor del producto o servicio en sí mismo. El GMV se utiliza comúnmente como una métrica clave en la industria del comercio electrónico para medir el volumen de ventas de una plataforma en línea y, en última instancia, su éxito financiero.
Sin embargo, es importante tener en cuenta que el GMV no es una medida directa de la rentabilidad de una empresa, ya que no tiene en cuenta los costos operativos asociados con el negocio, como los gastos generales, los costos de adquisición de clientes y los costos de envío.
A pesar de sus limitaciones, el GMV sigue siendo una métrica importante en el comercio electrónico y la utilizan ampliamente en la industria empresas como Amazon o Alibaba.